# 拉斯科洞窟壁画
拉斯科洞窟（法語：Grotte de Lascaux，法語發音：[ɡʁɔt də lasko]）位于法国西南部多尔多涅省蒙蒂尼亚克镇的韦泽尔峡谷，内有超过600幅石器时代洞穴壁画。壁画的内容主要为旧石器时代晚期活动于该地区的大型动物，例如野牛、大角鹿、野马等。画作由居住于此的数代人共同创作而成，其历史大约在17,000年前（马格德林文化早期）。 1979年，拉斯科洞窟作为韦泽尔谷史前遗迹的一部分而被选为联合国教科文组织世界遗产。
为保护遗迹，原始洞窟已于1963年停止向公众开放，目前游客可参观拉斯科洞窟的复制品：拉斯科洞窟2号。

## 历史

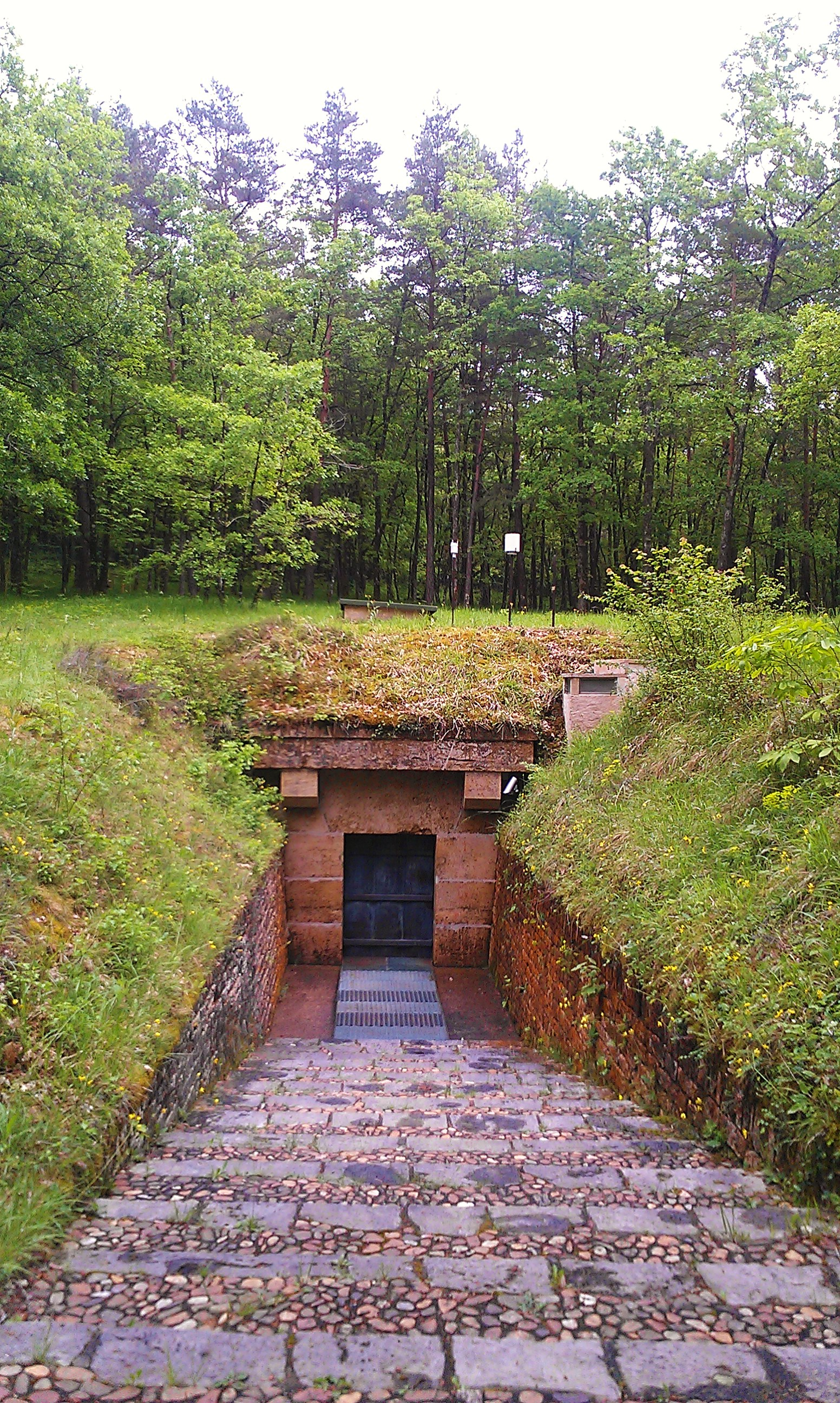
如今的拉斯科洞窟入口

1940年9月12日，18岁的少年马塞尔·拉维达在和他的宠物狗玩耍时意外发现了拉斯科洞窟入口。而后他与三个朋友（雅克·马萨尔、乔治·阿涅尔和西蒙·科恩卡斯）结伴，利用15米的绳索进入洞窟。他们原以为这个洞穴与附近的拉斯科庄园有关，可能是其秘密通道，却意外发现了遍布洞穴墙壁的动物画像。 整个洞窟的结构颇为复杂，大体上可分为主洞、边洞、后洞与联系三个部分的通道。洞窟的各个部分由其画像内容或相对位置得名，包括公牛大厅（法語：la salle des Taureaux）、通道（法語：le Passage）、轴井（法語：le Diverticule axial）、中殿（法語：la Nef）、后殿（法語：l'Abside）以及猫室（法語：le Diverticule des Félins）。9月21日，这些青少年同考古学家亨利·步日耶回到该洞穴。步日耶绘制了许多拉斯科洞穴壁画草图，因为后续该洞穴中许多壁画出现损毁，他的草图如今被视为重要的研究材料。与步日耶同去的还有莱塞济史前博物馆的馆长丹尼斯·佩罗尼，以及史前历史学者让·布伊索尼和谢尼耶博士。
1948年7月14日，洞窟开始向公众开放，最初的考古学调查于翌年开始。至1955年，由来自游客的二氧化碳、热量、湿度和其它污染物已对洞窟中的壁画造成明显损毁。而随着空气条件的恶化，真菌和地衣开始侵袭墙壁。因此，法国政府于1963年关闭了洞穴，并着手将画作修复至原始状态。

### 洞穴复制品

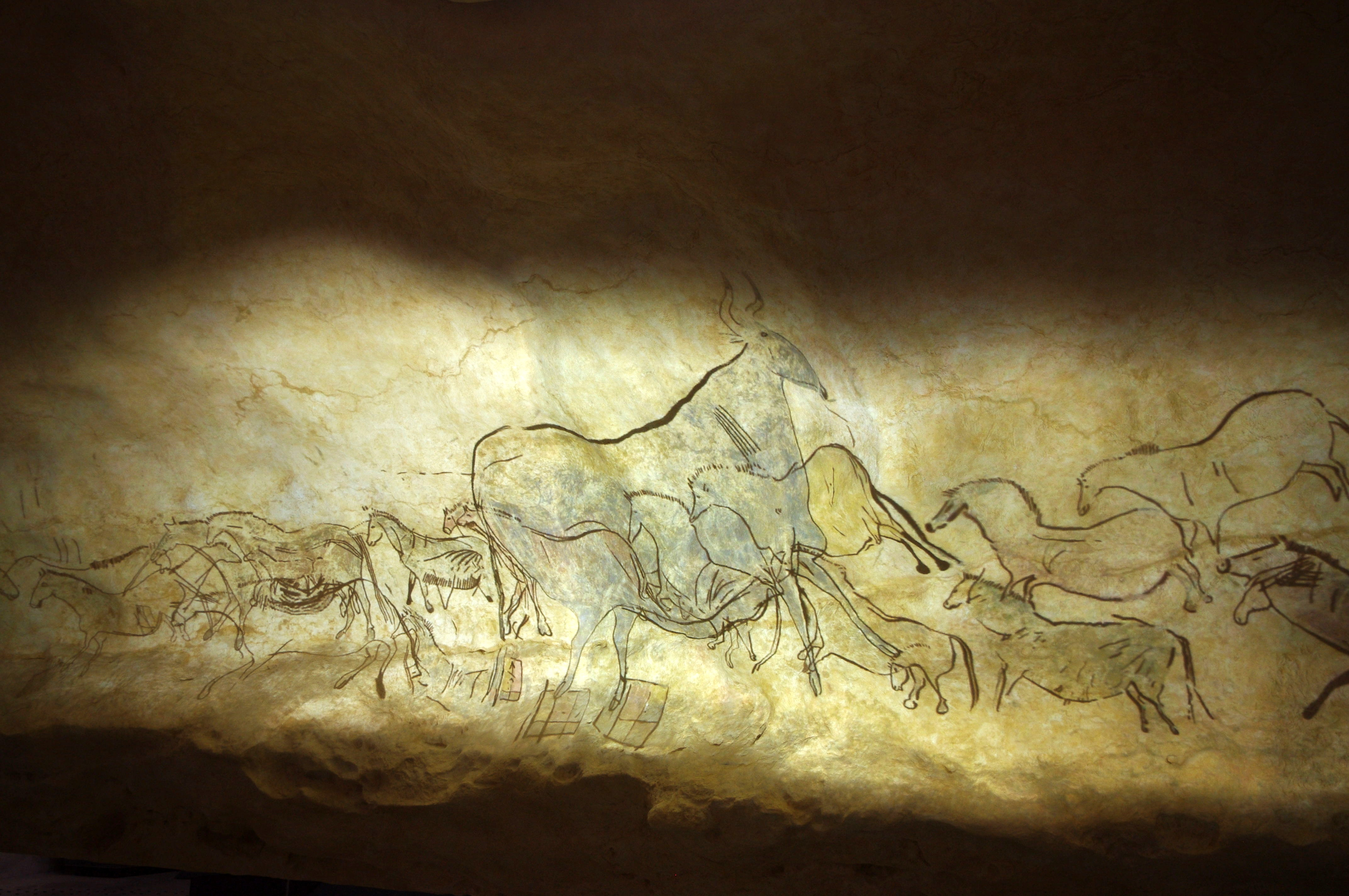
拉斯科4号

关闭原始洞穴后，为了满足公众的浏览欲望，法国政府开始建立洞穴的复制品。

#### 拉斯科2号
拉斯科2号是拉斯科洞窟公牛大厅和画廊部分的精确复制品，它曾被置于巴黎大皇宮展示。1983年起，它被放置在拉斯科洞窟附近（距离原始洞穴大约200米）对外展示，作为原始洞穴关闭后的替代。 更完整的壁画复制品在距离原始洞穴数千米处的托特公园史前艺术中心（法語：Centre of Prehistoric Art, Le Parc du Thot）展示，在那里人们还可看到代表冰期生物群的活体动物。 这些壁画复制品由铁氧化物、木炭、赭石等据信为原始人类曾使用的颜料绘制而成。

#### 拉斯科3号
拉斯科3号是洞穴的5个精确复制品系列（来自中殿和轴井），自2012年起在世界各地展出，以向世界各地的人们展示来自拉斯科洞窟的精美艺术。

#### 拉斯科4号
拉斯科4号是由国际岩画中心（法語：Centre International de l'Art Pariétal）制作的拉斯科洞穴绘画完整复制品，并应用了数字展示技术。自2016年起，它被安装在由斯诺赫塔建筑事务所建造的博物馆，位于俯瞰蒙蒂尼亚克的一处山坡中。

## 地理环境

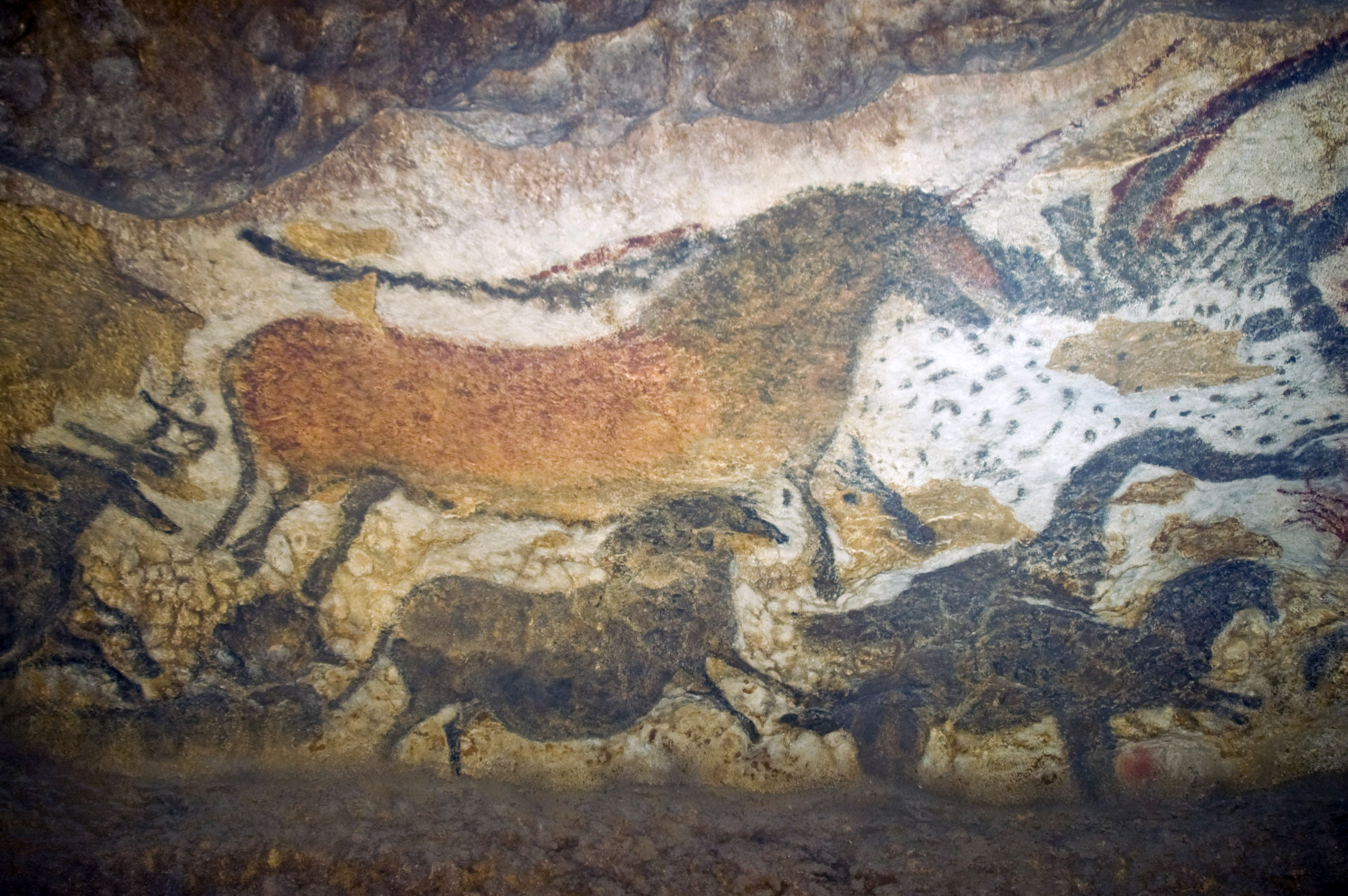
拉斯科2号洞窟中的复制品

根据沉积物分析，韦泽尔河覆盖了多尔多涅省四分之一的面积以及黑色佩里戈尔最北端。在与多尔多涅河交汇前，韦泽尔河流向西南。河流中段蜿蜒曲折，两侧是高耸的石灰岩悬崖。此段上游靠近蒙蒂尼亚克-拉斯科附近，地形坡度较为平缓，谷底空间开阔，河流水速较为缓慢。
拉斯科谷距离史前人类洞穴遗迹有一段距离，这些遗迹大多位于偏下游位置。 在附近一处名为莱塞济德塔亚克-锡勒伊的市镇，至少有37处包含原始艺术的洞穴，以及数量更多的位于露天、遮蔽处或喀斯特地貌洞窟入口的旧石器时代晚期人类定居点遗迹。这是欧洲史前人类遗迹中密度最高的地点。

## 画作

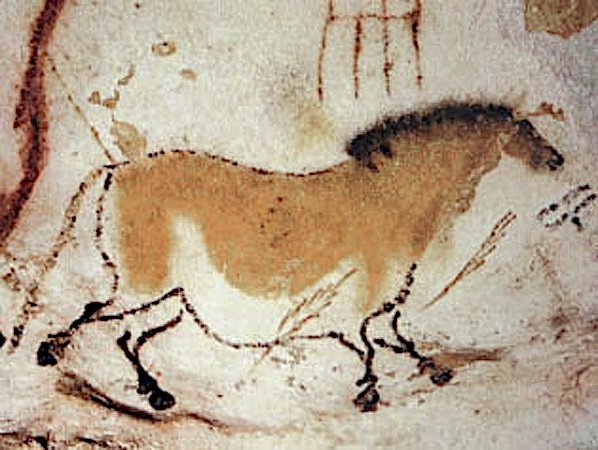
拉斯科洞窟中的野马壁画

整个拉斯科洞窟有将近6000个形象，大致可分为三类：动物、人像和抽象符号。没有关于当时该地植物群落的画作内容。 画作的颜色基本为红色、黄色和黑色，颜料来自各类矿物的复杂组合:110：包括铁矿石（例如赭石:204、赤铁矿和针铁矿）和锰矿石。:208 木炭也有使用，但非常有限。:199 一些壁画的颜料可能使用了动物脂肪、或富含钙元素的地下水、或是黏土的悬浊液，它们不是由刷子涂抹，而是使用了擦拭或吸干的方法。 在另一些位置，颜料由管子喷到岩壁。 在岩面较软的地方，线条被刻入岩石内。有些画作因痕迹过浅而难以辨认，还有一些已经完全损毁。
有900多幅画作可辨认出动物形象，其中有605幅可被精确识别。这些图像中有364幅描绘野马，90幅描绘野鹿。其它动物还有牛和野牛，分别占到4-5%。此外，出现在画作中的动物还有七个猫科动物、一只鸟、一头熊、一头犀牛和一个人。尽管驯鹿是当时人类的主要食物来源，但画作中没却有出现驯鹿。 洞穴墙壁上还发现有几何图样。
洞窟中最出名的部分是公牛大厅，其中描绘了公牛、野马、原牛、雄鹿、熊的形象。四头公牛占据了画作的主要位置，其中一头牛长度达到了5.2米，是迄今为止发现的洞穴艺术中尺寸最大的动物形象。这几头公牛似乎被描绘为处在运动状态。
一幅被称为“野牛交错”的画作位于洞穴中殿，它被视为旧石器时代洞穴艺术的代表作。野牛交错的后腿制造了其中一头比另一头更靠近的错觉。此幅画作的景深展示出了当时人类所掌握的基础透视技术。

## 保护
1940年底法国政府就将拉斯科洞窟列为重点文物保护对象。由于多方面的原因，洞穴在1948年才向公众开放。1953年时洞穴每天要接待一千多名游客，为了防止游人破坏，法国政府在1963年关闭了洞穴，只有少数研究人员才能入内。另一方面为了满足公众的浏览欲望，法国政府在1983年建立了拉斯科洞窟2号，其中的壁画作品完全模仿自拉斯科洞窟。2001年时，拉斯科洞窟的壁画上出现了菌斑，而此前不久政府部门为了维持洞内温度与湿度，安装过一套空调系统。但空调系统是否是导致菌斑出现的直接原因还不能确定。2008年中真菌再次出现在了洞窟内，这次的真菌侵袭使得一些壁画出现了不可逆转的破坏，险些使得拉斯科洞窟壁画成为濒危世界遗产。